# Redmi Note 7
Lo Xiaomi Redmi Note 7 è uno smartphone di fascia media prodotto da Redmi, sottomarchio di Xiaomi che è diventato indipendente con questo dispositivo, venduto da gennaio 2019.

## Caratteristiche tecniche

### Hardware
Il Redmi Note 7 misura 159.2 x 75.2 x 8.1 millimetri e pesa 186 grammi. Ha un frame laterale in plastica e le parti anteriore e posteriore in vetro Gorilla Glass 5.
È dotato di chipset Qualcomm Snapdragon 660, con CPU octa-core e GPU Adreno 512. È disponibile nelle varianti da 3GB di RAM e 32GB di memoria interna eMMC, oppure 4GB di RAM e 64/128 GB di memoria interna eMMC 5.1, espandibili tramite microSD fino a 256 GB tramite uno slot, utilizzabile per inserire microSD e una SIM card, oppure 2 SIM card senza microSD.
Ha uno schermo IPS LCD ampio 6,3" pollici con risoluzione FHD+ e aspect ratio 19.5:9.
È dotato di fotocamera posteriore doppia, in base alla versione, o da 12 megapixel con f/2.2 e autofocus PDAF + 2 MP di profondità (per il mercato indiano), o da 48 megapixel con f/1.8 + 5 MP di profondità (per il resto del mondo), in grado di registrare video con stabilizzazione EIS full HD a 30, 60 o 120 fps, con doppio flash LED. La fotocamera anteriore è da 13 megapixel, con f/2.0, in grado di registrare video full HD a 30 fps.
È dotato di connettività GSM/HSPA/LTE, di Wi-Fi 802.11 a/b/g/n/ac dual-band, Wi-Fi Direct, hotspot; di Bluetooth 5.0, A2DP, LE; A-GPS, GLONASS, BDS; di porta a infrarossi, di porta USB-C e di radio FM.
Ha una batteria ai polimeri di litio non removibile da 4000 mAh. Supporta la ricarica a 18W (QuickCharge 4).

### Software
Di serie ha Android Pie 9.0 con l'interfaccia utente MIUI, aggiornabile alla MIUI 12.5.3 con versione Android 10 via OTA, l'ultima versione aggiornabile prima dello stop al supporto, terminato nel 2022.

## Varianti
- Xiaomi Redmi Note 7 Pro, differisce dal Note 7 per il chipset (Snapdragon 675 anziché 660), per l'assenza dei tagli da 3 GB di RAM e 32 di memoria interna e per la presenza della registrazione video 4K@30fps;[2]
- Xiaomi Redmi Note 7S, differisce dal Note 7 per i tagli di memoria, per la presenza della resistenza agli schizzi d'acqua (splash resistant) e per le diverse colorazioni con cui è in vendita.[3]

## Accoglienza e vendite
Il Redmi Note 7 è stato definito come un "ottimo budget smartphone" da TechRadar, che ha inserito tra i pro la durata della batteria, le prestazioni e lo schermo; tra i contro la fotocamera che "promette troppo" e il software "stracarico".
TechAdvisor ne ha raccomandato l'acquisto, dandogli 4 stelle e mezza su 5.